# Томас Грејам
Томас Грејам (Глазгов, 21. децембар 1805 — 16. септембар 1869) био је британски хемичар, познат по свом пионирском раду на дијализи и дифузији гасова. Сматра се једним од оснивача колоидне хемије.

## Живот
Грејам је рођен у Глазгову, а школовање је започео у основној, затим и средњој школи у родном месту. Грејамов отац био је успешан произвођач текстила и желео је да његов син уђе у цркву Шкотске. Уместо тога, пркосећи очевим жељама, Грејам је постао студент на Универзитету у Глазгову 1819. Тамо је развио велико интересовање за хемију, студирајући код професора Томаса Томпсона, који је био одушевљен и под утиском тог младог човека. Дипломирао је 1824. године. 
Касније је студирао медицину на Универзитету у Единбургу, а затим је кратко предавао хемију на Медицинском факултету Универзитета у Глазгову у Портланд Стриту. 1828. године изабран је за почасног члана Универзитета у Единбургу, а његов предлагач био је угледни биолог Едвард Тарнер Бенет. Освојио је Кејтову медаљу друштва за период 1831–33.
Године 1830. постављен је за првог професора хемије на Андерсоновој медицинској школи, радно место које је касније названо Слободном катедром за хемију. Такође је држао предавања у Мексиколошкој институцији у Глазгову пре него што је прешао да преузме посао професора на Лондонском универзитету, где је Грејам 1841. основао Хемијско друштво у Лондону. 1866. изабран је за страног члана Краљевске шведске академије наука. Његова последња позиција био је Мајстор ковнице, где је боравио од 1855. до смрти. Био је последња особа која је заузела ту функцију. 
Преминуо је на тргу Гордон у Лондону, али његово тело је враћено у Глазгов ради сахране у породичној парцели у катедрали у Глазгову.
Није се оженио и није имао деце.

## Публикације
Томас Грејам познат је по својим студијама о понашању гасова, што је резултирало његовом формулисањем две везе, обе откад су постале познате као Грејамови закони, први који се односи на дифузију гаса, а други у вези са изливањем гаса.
У првом случају, Грејам закључује да је, када се више пута мери под истим условима притиска и температуре, брзина дифузног мешања гаса обрнуто пропорционална квадратном корену његове густине, а имајући у виду и однос између густине и моларне масе, такође обрнуто пропорционалан квадратном корену његове моларне масе.  На исти начин, у последњем случају, када се ради о изливању гаса кроз рупицу за пробијање у вакуум, Грејам је закључио да је излив гаса је обрнуто пропорционалан квадратном корену његове моларне масе. Ово двоје се понекад назива комбинованим законом (описујући обе појаве).У примењеним областима, Грејам је такође направио фундаментална открића везана за дијализу, процес који се користи у истраживањима и индустријским окружењима, као и у модерној здравственој заштити. Грејамово проучавање колоида резултирало је његовом способношћу да раздваја колоиде и кристалоиде користећи такозвани "дијализатор", користећи технологију која је основни претеча технологије у савременим машинама за дијализу бубрега. Ове студије су биле основа у пољу познатом као колоидна хемија, а Грејам је заслужан за једног од његових оснивача.